# 富知神社

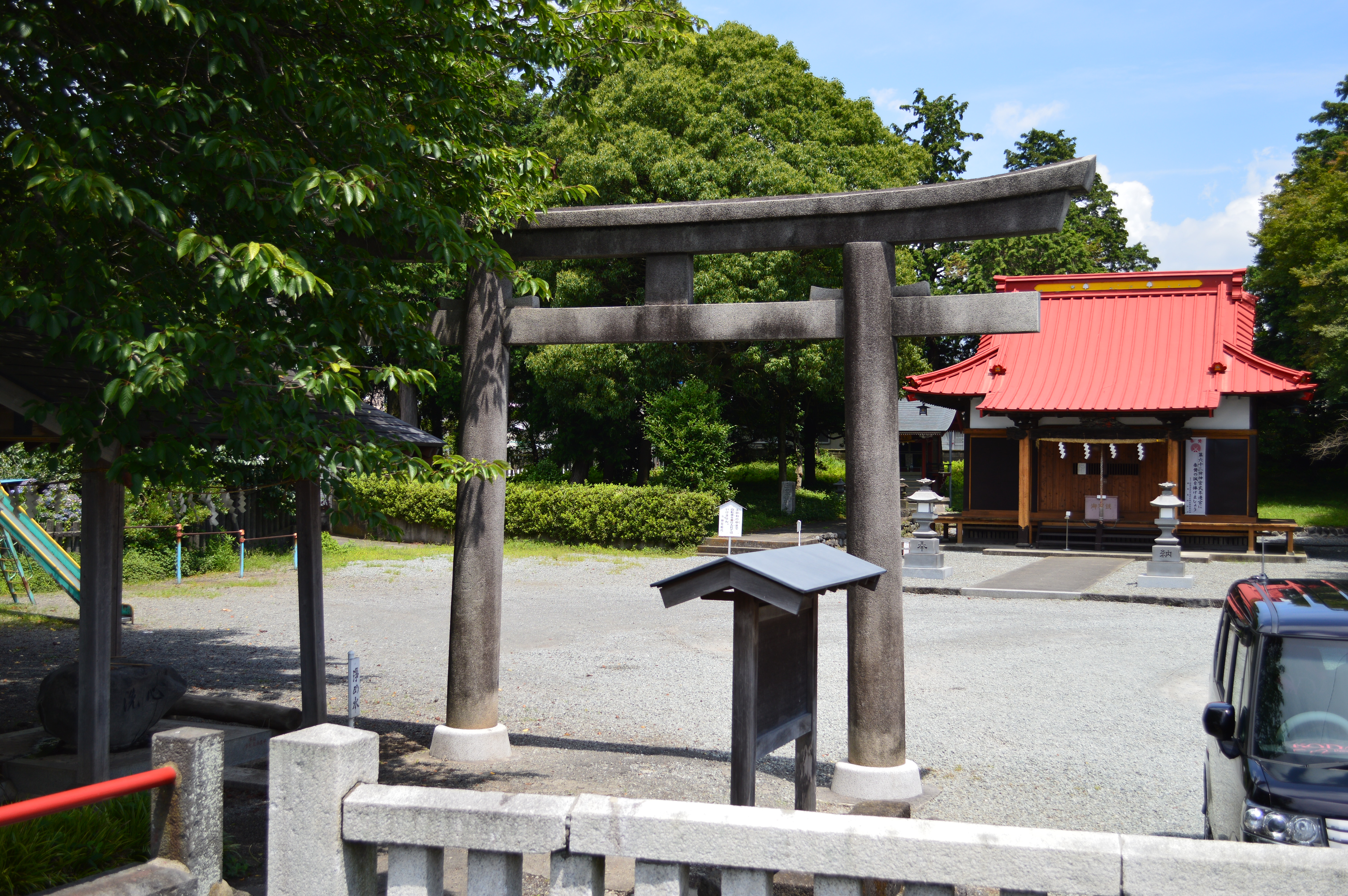
鳥居

富知神社（ふくちじんじゃ）は、静岡県富士宮市にある神社。式内社論社で、富士山本宮浅間大社元摂社。
「福地社」「福地明神社」「不二神社」「冨士神社」とも。

## 祭神
- 大山津見神 （おおやまつみのかみ、大山祇命）[2]
木花之佐久夜毘売命（浅間大社祭神）の父神にあたる。

## 歴史

### 創建
当社の創建は、孝昭天皇2年(皇紀187年)と伝えられる。
江戸時代に記された浅間大社社伝（『富士本宮浅間社記』）には「大宮社地、古往以福地明神之社地、遷浅間神社。福地明神者、延喜式神名帳所載富知神社大山祇命也」とあり、大同元年（806年）に浅間大社が山宮（現 山宮浅間神社）から現在地に遷座して来るまで、同地には当社が地主神として鎮座していたという。この遷座に伴い当社は現地に移ったが、以降も地主神として浅間大社の祭祀に深く関わっている。
また平田篤胤の『古史伝』には「此社今現に、大宮町に在て、福地権現と云由なるが、其浅間大宮の神主富士氏の家なる古記に、神主福地明神と有由なればなり」とある。

### 概史
平安時代中期の『延喜式』神名帳には、式内社として駿河国富士郡に「富知神社」の記載があり、当社はその論社とされている。論社には他に富知六所淺間神社（富士市浅間本町）がある。なお、同帳では読みは「フヂ」と振られている。
『駿河国神名帳』では、正五位下に「福地天神」、従五位上に「福地地祇」が見える。
『吾妻鏡』文治2年（1186年）の記事には「富士領上政所福地社」とあり、「富士領」とは浅間大社社領と見られることから、この時までには浅間大社の影響下に入っていたと見られている。
以降、当社は浅間大社の摂社として推移し、神事は浅間大社の社人・福地大夫が司っていた。元亀3年（1572年）の『武田家朱印状写』にある山田甚三郎の任命以降は、山田家が明治まで福地大夫を世襲したと見られている。
明治頃までは浅間大社の摂社として確認されるが、現在は事実上独立している。

## 御例祭
当社の例祭日は9月19日。御例祭は現在の氏子4区(福地区・神賀区・神立区・羽衣区)による当番制で行われている。令和元年より氏子青年会が発会され、氏神様への感謝・神社を通した地域コミュニティ・繁栄の為、子ども神輿の渡御を行っている。子ども神輿の渡御に伴い、令和4年より9月19日に近い週末に御例祭が斎行されている。

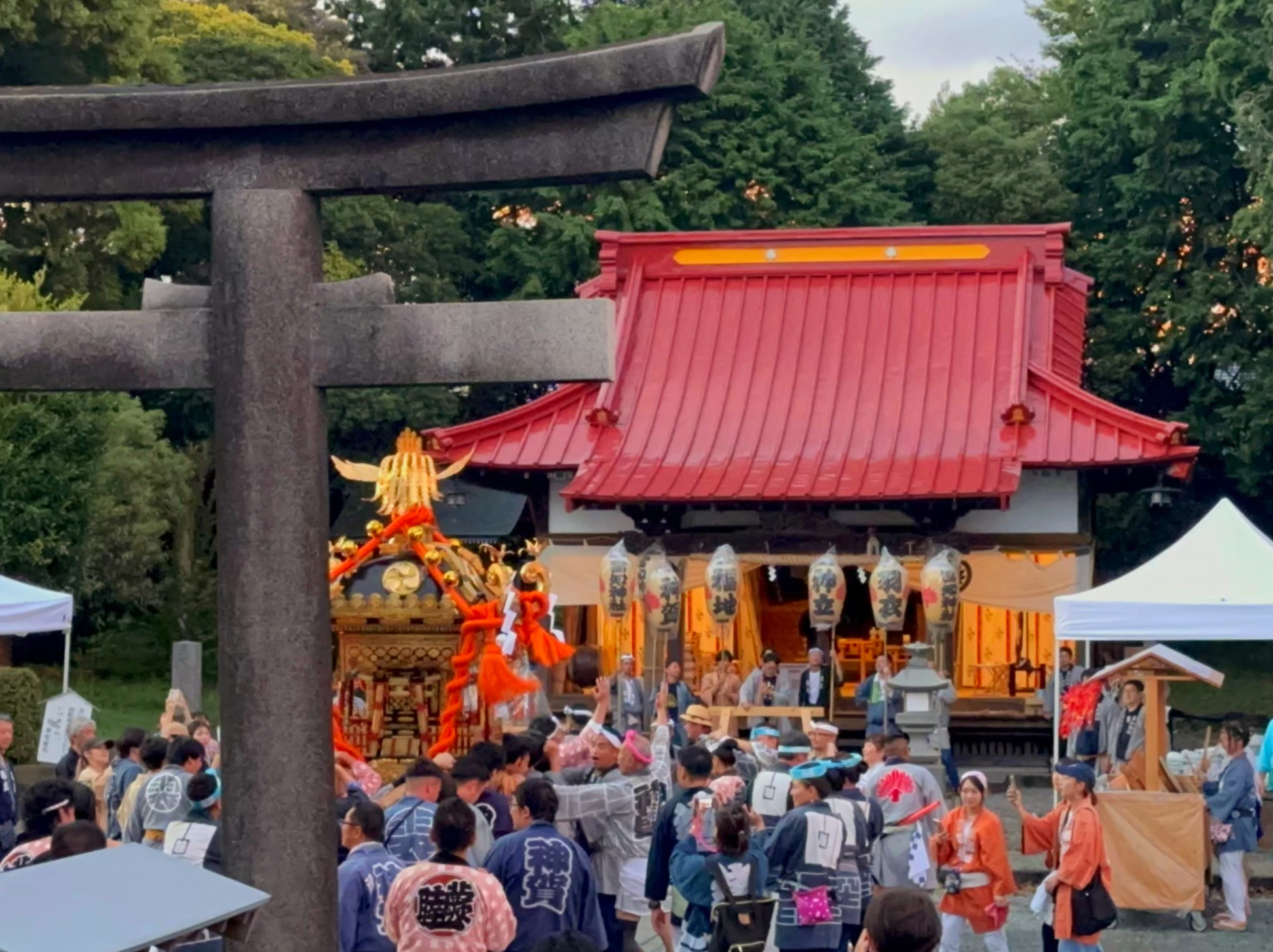
宮入り

令和2年　当番：福地区　手古舞・社名旗・太鼓・子ども神輿　
令和3年　当番：福地区　社名旗・太鼓・子ども神輿
令和4年　当番：神賀区　高張・手古舞・社名旗・太鼓・子ども神輿
令和5年　当番：神立区　高張・手古舞・社名旗・太鼓・子ども神輿
令和6年　当番：羽衣区　高張・手古舞・社名旗・太鼓・高張・囃子連・子ども神輿・本社神輿

## 境内

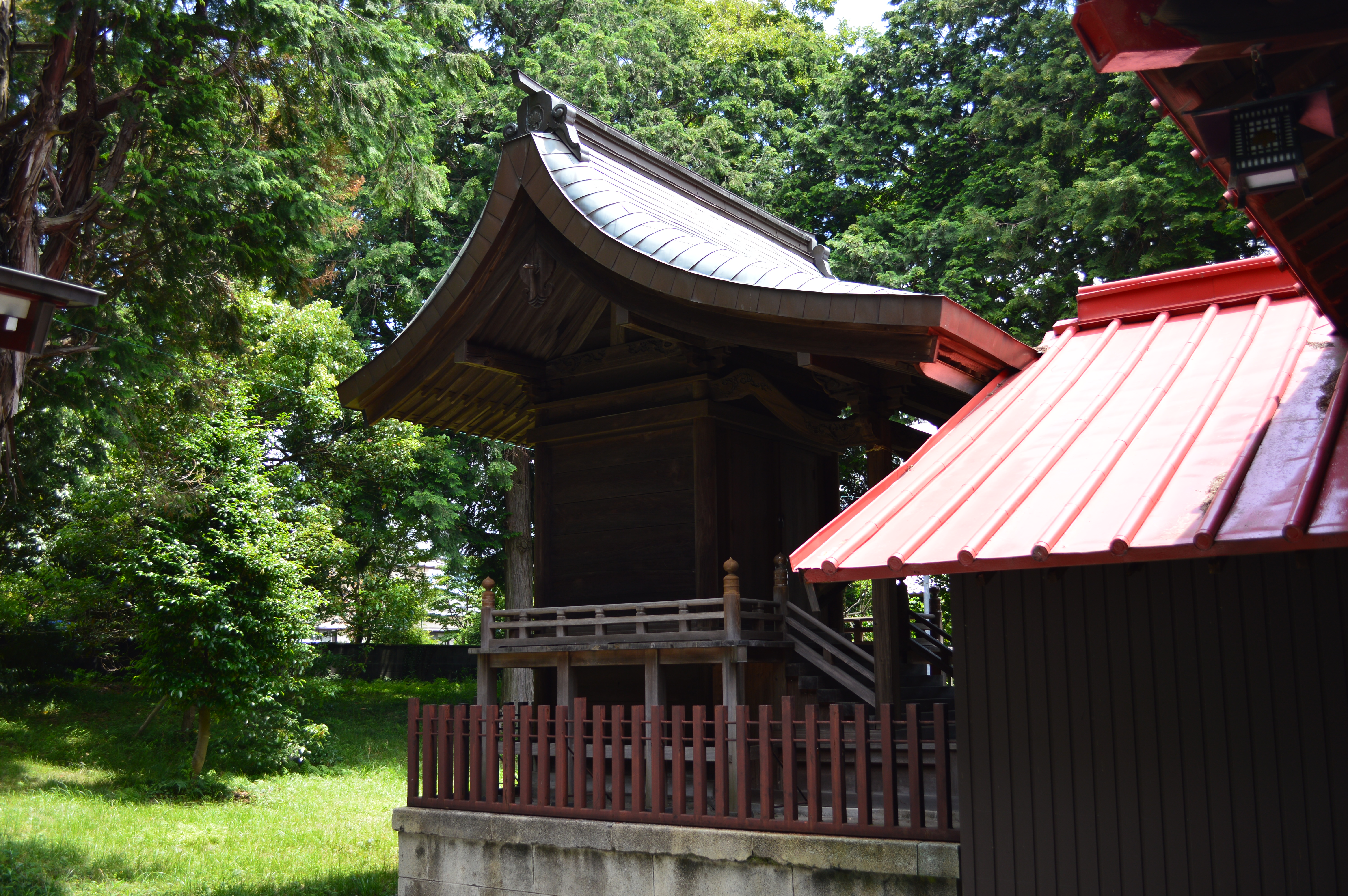
本殿
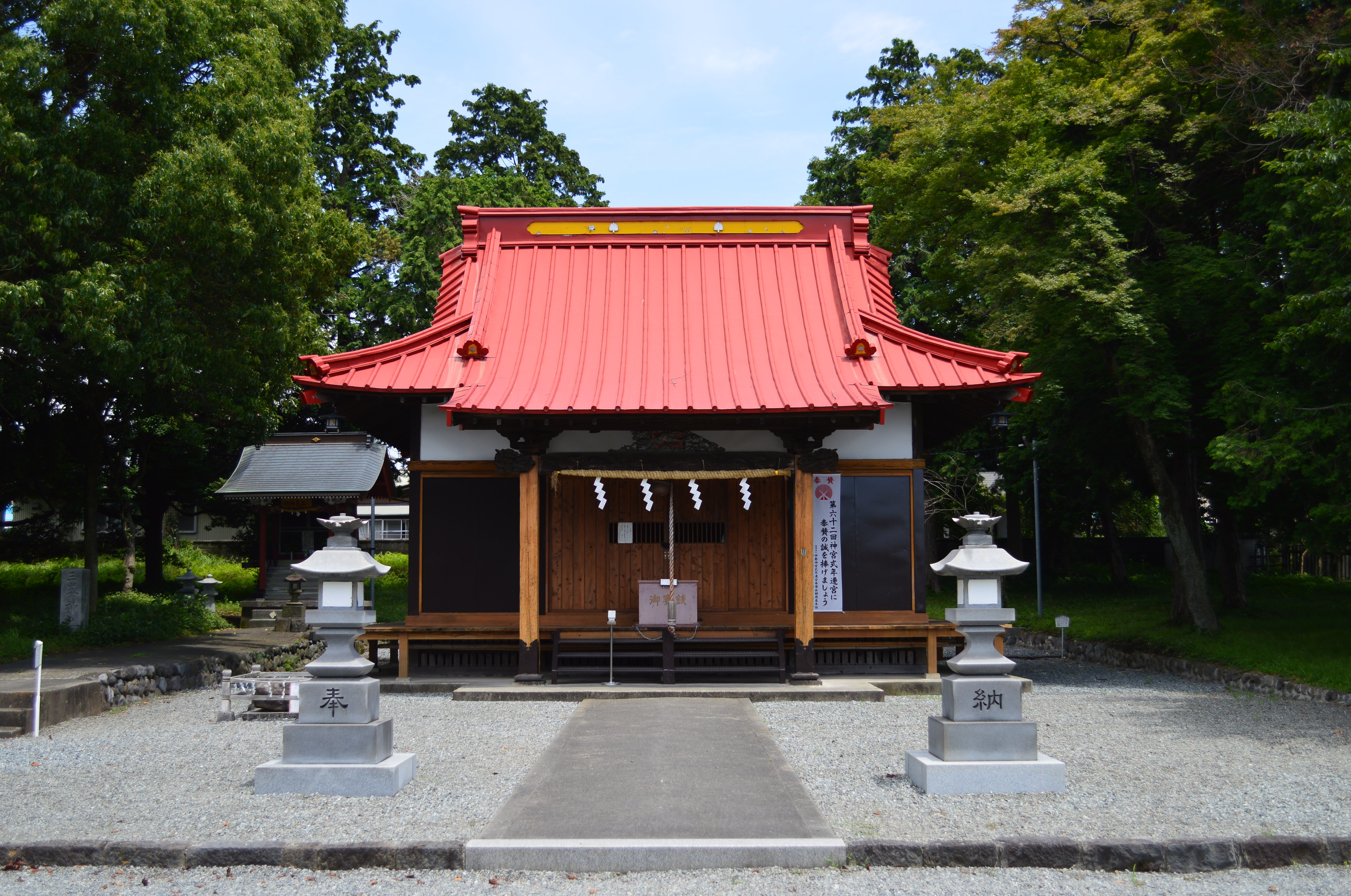
拝殿

## 摂末社
- 三峯神社 - 本殿向かって左手に鎮座。

## 考証

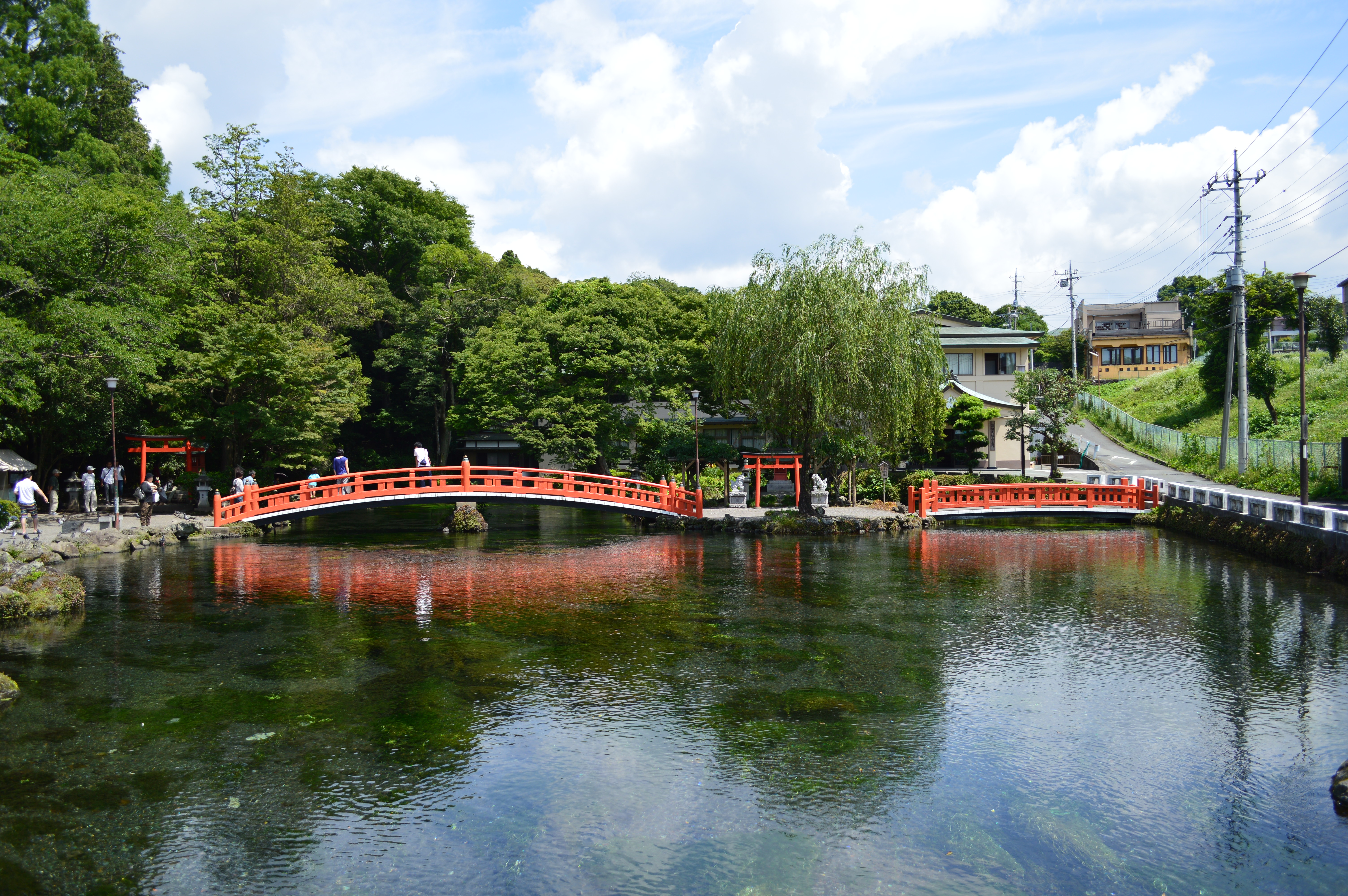
湧玉池（浅間大社境内）

当社の社名の「富知」に関しては、富士山の山名との関わりが指摘される。文献には「富士山」の古名として次の2種類が知られる。
- フシ系：不尽・布士（『万葉集』）、福慈（『常陸国風土記』）
- フチ系：富知（当社）、福地（『和名抄』甲斐国都留郡）

以上のうち、「フチ」の古名は水の信仰に由来するとされる。『富士本宮浅間社記』では、当社は元々は現在の浅間大社の社地にあったと伝えるが、同地には富士山の湧水が出る「湧玉池」があり、同池を「湧く霊（たま）」として祭祀を行っていたと見られている。
一方、浅間神の古称「アサマ」に関しては、阿蘇山・浅間山・朝日岳等に見られるように「火山」を表す呼称と見られている。そして富士山の噴火を鎮める必要性から、火神信仰が水神信仰を圧倒したと指摘される。正史での富士山噴火の初見は『続日本紀』天応元年（781年）7月条であるが、それ以前は穏やかな山としての表現のみであることから、噴火は起こっていなかったと見られている。
以上から、大同元年（806年）と伝えられる祭祀の交替は、富士山の「水の神信仰（フチ信仰）から火の神信仰（アサマ信仰）への転換」を表す象徴的な出来事だと解されている。

## 現地情報
所在地
- 静岡県富士宮市朝日町12-4

交通アクセス
- 最寄駅：東海旅客鉄道（JR東海）身延線 西富士宮駅 （徒歩約12分）